# Eunicella furcata
Eunicella furcata är en korallart som först beskrevs av Koch.  Eunicella furcata ingår i släktet Eunicella och familjen Gorgoniidae. Inga underarter finns listade i Catalogue of Life.